# Communauté de communes du Pays d’Erstein
Die Communauté de communes du Pays d’Erstein war ein französischer Gemeindeverband mit der Rechtsform einer Communauté de communes im Département Bas-Rhin in der Region Grand Est. Sie wurde am 28. Dezember 1995 gegründet und bestand aus zehn Gemeinden. Der Verwaltungssitz befand sich im Ort Erstein.

## Historische Entwicklung
Am 1. Januar 2017 wurde der Gemeindeverband mit der Communauté de communes de Benfeld et Environs und der Communauté de communes du Rhin zur neuen Communauté de communes du Canton d’Erstein zusammengeschlossen.

## Ehemalige Mitgliedsgemeinden
1. Bolsenheim
2. Erstein
3. Hindisheim
4. Hipsheim
5. Ichtratzheim
6. Limersheim
7. Nordhouse
8. Osthouse
9. Schaeffersheim
10. Uttenheim